# William Benjamin Craig

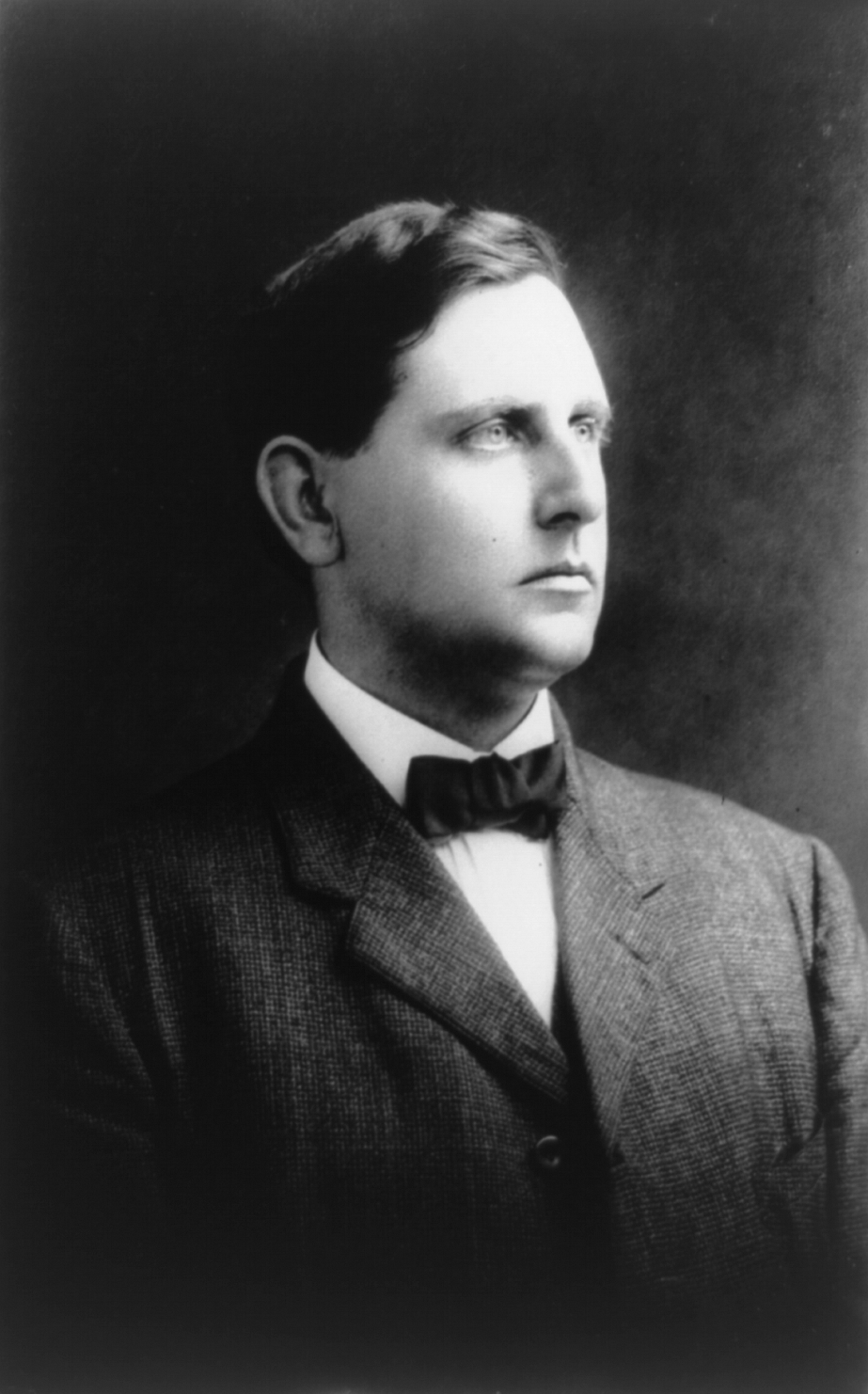
William Benjamin Craig

William Benjamin Craig (* 2. November 1877 in Selma, Dallas County, Alabama; † 27. November 1925 ebenda) war ein US-amerikanischer Rechtsanwalt und Politiker (Demokratische Partei).

## Werdegang
William Benjamin Craig besuchte die öffentliche Schule und die High School in Selma. Dann graduierte er am Law Department der Cumberland University in Lebanon (Tennessee). Seine Zulassung als Anwalt bekam er 1898 und fing dann in Selma an zu praktizieren. Danach war er zwischen 1893 und 1897 als Ausbilder für Mechaniker in Läden der Southern Railway in Selma tätig. Er diente zuerst als Private, dann als Unteroffizier und zuletzt als Captain in der Alabama National Guard. Craig war zwischen 1903 und 1907 Mitglied im Senat von Alabama. Er wurde in den 60. US-Kongress gewählt und in den nachfolgenden 61. US-Kongress wiedergewählt. Craig entschied sich 1910 gegen eine Kandidatur für den 62. US-Kongress. Er war im US-Repräsentantenhaus vom 4. März 1907 bis zum 3. März 1911 tätig. Danach ging er in Selma wieder seiner Tätigkeit als Anwalt nach. Er starb dort 1925 und wurde auf dem Live Oak Cemetery beigesetzt.